# Karan Brar
Pour les articles homonymes, voir Brar.
Karan Brar est un acteur américain né le 18 janvier 1999 à Redmond dans l'État de Washington.

## Biographie
De 2010 à 2012, Karan Brar joue dans les trois adaptations de la série de romans Journal d'un dégonflé.
De 2011 à 2015, il tourne dans Jessie dans le rôle de Ravi Ross aux côtés de Debby Ryan, Peyton Roi List, Cameron Boyce, Skai Jackson et Kevin Chamberlin.
Il gagne deux Young Artist Awards : le prix « Meilleur groupe dans un film » en 2011 pour Journal d'un dégonflé (conjointement avec d'autres acteurs du film) et le prix « Meilleure prestation dans une série télévisée - Second rôle masculin » pour Jessie en 2012.
Il fait aussi partie du Disney's Circle of Stars en 2014.

## Filmographie

### Cinéma
- 2010 : Journal d'un dégonflé de Thor Freudenthal : Chirag Gupta
- 2011 : Journal d'un dégonflé : Rodrick fait sa loi de David Bowers : Chirag Gupta
- 2012 : Le Journal d'un dégonflé : ça fait suer ! de David Bowers : Chirag Gupta
- 2012 : Chilly, le chien catastrophe (Chilly Christmas) de Gregory Poppen : Caps
- 2018 : Pacific Rim Uprising de Steven S. DeKnight : Suresh
- 2020 : Stargirl de Julia Hart : Kevin Singh
- 2020 : Hubie Halloween de Steven Brill : Mike Mundi, collègue de Hubie

### Télévision

#### Téléfilms
- 2015 : Ma sœur est invisible ! :  George
- 2019 : Plus rien à F*** : Nico Gomes

#### Séries télévisées
- 2011 - 2015 : Jessie : Ravi Gupta Balasubramanium Ross
- 2012 : Paire de rois : Tito (2 épisode)
- 2014 : les Bio-Teens : Simon (1 épisode)
- 2015-2018 : Camp Kikiwaka : Ravi Gupta Balasubramanium Ross ( « spin-off » de la série Jessie.)
- 2016 : The Night Shift : Frère de Sharbat (épisode 2 saison 3)